# Albuquerque (singolo)
Albuquerque è un brano musicale del cantante statunitense "Weird Al" Yankovic, pubblicato il 29 giugno 1999 nell'album Running With Scissors,

## Descrizione
Albuquerque è l'ultimo brano presente dell'album Running With Scissors e, con una durata di 11 minuti e 22 secondi, è la canzone più lunga pubblicata da Yankovic in un suo album ufficiale.
Con l'eccezione dei ritornelli, la traccia è principalmente una narrazione di una storia inventata di Al ad Albuquerque, nel New Mexico, dopo aver vinto un biglietto aereo di prima classe di sola andata per la città. Secondo Yankovic, la canzone è nello stile della "hard-driving rock narrative" di artisti come The Rugburns, Mojo Nixon e George Thorogood.
Yankovic iniziò a scrivere la canzone, considerandola come una traccia finale per Running with Scissors. Yankovic volle comporre una canzone "che infastidirà le persone per 12 minuti", facendola sentire come una specie di "odissea" per l'ascoltatore dopo averla sentita fino alla fine. Yankovic ha descritto la scrittura della canzone come "un flusso libero", scrivendo una grande quantità di materiale che pensava sarebbe stato divertente, compresi gli aneddoti precedenti che aveva registrato, e ritagliandolo per formare una lunga "storia semi-coesa". il testo era troppo lungo per essere incluso nella copertina dell'album (finisce a metà frase e inizia una scusa scritta da Yankovic), sebbene il testo completo sia stato pubblicato sul sito web di Yankovic.

## Testo
La canzone inizia con Al che racconta della sua infanzia con una madre paranoica che lo costringe a mangiare crauti fino a quando non avrà compiuto "ventisei anni e mezzo". Un giorno, mentre ascolta la radio, sente parlare di un concorso in cui i concorrenti devono indovinare "il numero di molecole sul sedere di Leonard Nimoy". Vince la gara, errando solo di tre. Il primo premio è un biglietto di sola andata di prima classe per Albuquerque.
Durante il volo, tre dei motori si bruciano, provocando lo schianto e l'esplosione dell'aereo, uccidendo tutti a bordo tranne lui poiché aveva il tavolino sollevato e la sedia in posizione verticale. Si ritrova a gattonare, mentre trasporta tutte le sue cose, fino a raggiungere la sua destinazione.
Si registra in un hotel, prendendosi il tempo per rilassarsi finché qualcuno bussa. Sebbene chieda più volte chi sia, non riceve risposta. Quando finalmente apre la porta, viene accolto da un "grosso, grasso ermafrodita con un taglio di capelli a stormo di gabbiani e una sola narice", che si precipita dentro la stanza e afferra il suo bene più prezioso: il suo boccaglio fortunato. I due litigano, solo che l'uomo scappa con il suo boccaglio. Giura di non fermarsi davanti a nulla finché l'uomo misterioso non avrà ciò che si merita, inizia così a rincorrerlo in macchina ma poi decide di comprare prima delle ciambelle.
Dopo aver guidato verso il negozio di ciambelle locale, scopre che hanno finito quasi tutto tranne una scatola di "donnole imbizzarrite". Acquista la scatola, solo perché le "donnole" all'interno della scatola si attaccano e gli mordono la faccia. Mentre corre per la città gridando aiuto, incontra una donna di nome Zelda, che indica le "donnole" sul suo viso.
I due si innamorano, si sposano, comprano una casa e hanno figli. Una notte, dopo che Zelda gli ha chiesto di unirsi al Columbia Record Club, impazzisce a causa della sua paura dell'impegno matrimoniale e si lasciano, per non vedersi mai più.
Poco dopo ottiene il lavoro dei suoi sogni al Sizzler, dove diventa impiegato del mese per aver spento un incendio usando la propria faccia. Poi racconta un aneddoto sulla volta in cui ha visto il suo collega di Sizzler, Marty, che cercava di portare un grande divano su una rampa di scale. Chiede se Marty ha bisogno di aiuto, a cui Marty risponde sarcasticamente: "No, voglio che mi tagli le braccia e le gambe con una motosega". Prendendo Marty alla lettera, Al obbedisce. Marty poi fa notare che la sua osservazione non era seria, ma Al si domanda come avrebbe dovuto saperlo.
Questo accaduto gli ricorda l'ennesimo incidente in cui un uomo gli chiese se "non ha morso da tre giorni". Risponde mordendosi la vena giugulare, ma crede di "non poter sopportare uno scherzo" quando non ride.
A questo punto, Al perde il filo del discorso e rivela che il punto a cui stava cercando di arrivare era il suo profondo odio verso i crauti. Conclude la canzone cercando di dare un consiglio all'ascoltatore, sostenendo che non importa quanto sia dura la vita, c'è "ancora un posticino chiamato Albuquerque".
Alla fine della canzone (intorno al minuto 11:20, prima della fine della canzone), si possono sentire delle risate in sottofondo. Come dice Yankovic, "Quello è Jim West che ride - ho pensato che sarebbe stato un buon modo per concludere l'album - Stava scoppiando a ridere per lo stupido accordo che ha suonato alla fine della canzone."

## Accoglienza
Contrariamente alla convinzione di Yankovic che la canzone non sarebbe stata popolare, è stata una delle canzoni dell'album più apprezzate e Yankovic ha incorporato la canzone come bis nei suoi tour. Quando esegue questa canzone dal vivo, Yankovic è noto per estendere la canzone, elencando più tipi di ciambelle, tra cui mirtillo, fragola, lampone, boysenberry, loganberry, uva spina, Halle Berry, ciambelle vecchio stile e barrette Nanaimo (quando si esibisce in British Columbia), così come le ciambelle ai frutti di bosco del Saskatoon (quando si esibisce in Saskatchewan); all'inizio della canzone "Zelda" chiama Yankovic per dirgli di non raccontare '"l'aneddoto divertente"; e anche a ricominciare completamente la canzone dopo che "ha perso il filo dei pensieri". Quando si esibisce dal vivo in Canada, Al è noto per sostituire il lavoro dei sogni da Sizzler con uno da Tim Hortons, un negozio di ciambelle canadese. Durante l'assolo di chitarra del terzo ritornello, Yankovic a volte introduce West con entusiasmo, ma West suona "Mary Had a Little Lamb" invece del vero assolo. deludendo Yankovic che invita West ad andarsene vergognandosi.